# Patrick Finnegan
Patrick Finnegan (Fukuoka, 20 de setembro de 1949 – 2 de julho de 2018) foi um general do exército dos Estados Unidos. 

## Carreira
Em 1998, Patrick retornou à sua Academia Militar dos EUA, como juiz e advogado. 
Em 2005, Patrick foi recomendado e aprovado para o posto de General de Brigada. Continuou em seu cargo de Reitor, até que o momento em que anunciou sua aposentadoria do serviço ativo em 2010. 

## Morte
Em 2 de julho de 2018, Patrick morreu de um ataque cardíaco.